# 8353 Megryan
8353 Megryan este un asteroid din centura principală de asteroizi.

## Descriere
8353 Megryan este un asteroid din centura principală de asteroizi. A fost descoperit pe 3 aprilie 1989 la Observatorul La Silla de Eric Walter Elst. El prezintă o orbită caracterizată de o semiaxă mare de 2,94 ua, o excentricitate de 0,06 și o înclinație de 1,1° în raport cu ecliptica.